# 2021년 김정은 대역설 논란
2021년 김정은 대역설 논란은 2021년 9월 9일  북한 정권수립 기념일(9.9절) 행사때 모습을 드러낸 김정은 북한 국무위원장은 대역일 수 있다는 설이다.

## 대역설
도쿄 신문은 “작년 11월 김정은 국무위원장의 체중이 140㎏대로 알려졌던 김 위원장이 날씬하게 변신했다. 다이어트를 한 것인지, 대역를 내세운 것인지를 둘러싸고 역측이 난무하고 있다”고 전했다.
도쿄 신문은 과거 한국 국방부에서 북한분석관으로 일했던 고영철 다쿠쇼쿠 대학 주임연구원의 주장을 인용해서 10명 이상인 경호부대 소속 대역 중 한 명일 것이라고 짐작했다. 옆 얼굴과 헤어스타일이 예전과 다른 데다 너무 젊어졌다는 이유다.
고영철 전 북한분석관은 김정은 위원장이 행사 당시 연설하지 않은 것도 대역설을 뒷받침하는 증거라고 덧붙이기도 했다. 젊은 모습이기 때문에 10명 이상인 경호부대 소속 대역 중 한 명일 것이라고 분석했다.
대역 의혹의 근거로 지난해 11월 열린 조선노동당 중앙위원회 정치국 확대회의 당시 모습을 거론하며 당시에는 목이 거의 보이지 않을 정도로 볼이 부풀어 올라 있었다고 전했다.

## 다이어트설
북한정치학자인 난잔대학의 히라이와 준지 교수는 김정은 대역설 주장에 동의하지 않았다. 히와이라 준지 교수는 “김정은 국무위원장 본인 같은 느낌은 든다, 2012년경 모습으로 되돌아간 인상을 풍긴다”고 다른 견해를 내놓았다.
도쿄 신문은 “올해 1월과 6월 보도된 김정은 위원장 사진을 보면 작년부터 올해에 걸쳐 조금씩 날씬해지고 있는 것을 알 수 있다, 또 한국 국정원이 지난 7월 8일 10~12㎏ 감량했다는 분석 결과를 공개했다”고 밝혔다.